# 기생

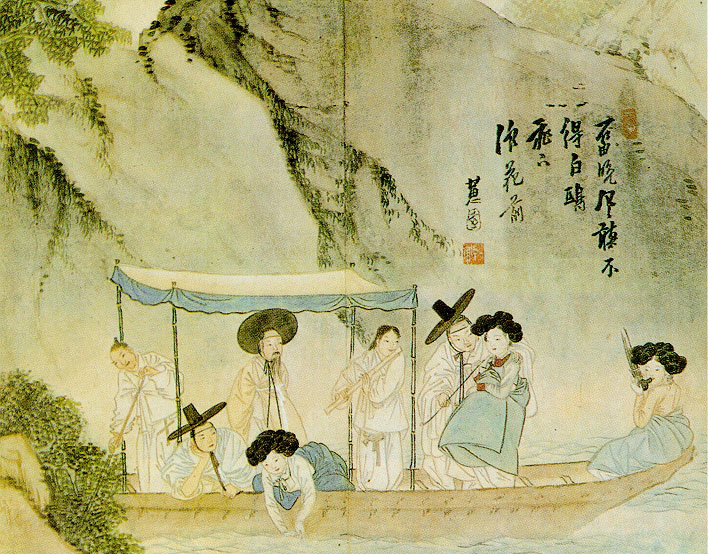
기생

기생(妓生) 혹은 기녀(妓女)는 춤·노래·풍류 등으로 주연석이나 유흥장의 흥을 돋우는 일을 직업으로 삼는 관기(官妓) ·민기(民妓) ·약방기생 ·상방기생 등 예기(藝妓)의 총칭이다. 천인 신분이었지만 춤, 노래, 시(詩) 등에 능한 예인(藝人)이었으며, 대표적인 기녀로는 16세기 사람인 황진이가 있다.
기생제도는 조선시대에 발전하여 자리를 굳히게 되어 기생이라 하면 일반적으로는 조선시대의 기생을 지칭하기도 하며, 유교적 질서를 중시했던 당대 사회계급상으로는 천민에 속해 사회적 대우를 받지는 못했으나, 시와 글에 능한 지식인으로서 대접받는 특이한 계층이었다. 일제강점기에 살았던 기녀 중에는 노동조합을 결성하여, 권번의 착취와 일본 제국주의에 항쟁한 김향화 같은 기녀도 있다.

## 역사

### 신라의 원화
신라의 원화 제도는 화랑 제도 이전에 있었던 제도로, 두 명의 여성을 대표로 뽑아 화랑도와 같은 인재 양성을 목적으로 하였다. 하지만 첫 번째 대표였던 남모와 준정이 서로 시기하여 준정이 남모를 죽이는 사건 이후 원화는 폐지되고 남성인 풍월주를 대표로 하는 화랑도로 대체되었다.
원화 제도와 기생의 연관성이 명확히 나와 있는 역사 자료는 없으나, 일부 학자들은 원화 제도가 기생의 본류라고 주장하고 있다. 이능화의 《조선해어화사》에서도 원화 제도가 기생의 본류라고 주장하고 있다.
고구려와 백제의 고분벽화 등에도 기생과 비슷한 여성의 모습은 발견되고 있으나, 기록으로 남은 것은 없다.

### 고려여악
고려 초에 팔관회와 연등회 등의 행사에 필요한 여성을 공급하기 위해 고려여악이 제정되었다. 가와무라 미나토 등의 기생 연구가들은 이 고려여악이 기생의 원조라고 주장하고 있다.
고려 시대 초기 삼국 통일 과정에서 발생한 포로를 관리하기 위해 고려 정권은 남자 포로를 '노', 여자 포로를 '비'로 관리하였다. 이 '비' 중에서 가무와 예악에 뛰어난 여성들은 따로 골라내어 국가가 직접 관리하였다. 후백제의 후예로 고려에 반항적이었던 양수척 중에서도 예악이 뛰어난 여성들을 뽑아 '기'로 삼았다. 왕실 주요 행사인 팔관회와 연등회에는 항상 '여악'이 뒤따랐는데, 위의 여성들이 동원되었다.

### 조선 시대
조선은 기생을 일종의 제도로 정착시켜 국가가 직접 기생들을 관리, 감독하였다. 기생은 기본적으로 관기로서, 관가에 등록이 된 기생만이 기생 활동을 할 수 있었다. 기생들을 등록한 대장인 '기적' (妓籍)에 한번 오르면 천인 신분을 벗어날 수 없었다. 관노비의 정년은 50세까지였으나 자식을 낳더라도 신분은 대물림되었다.
기생은 교양이 있는 지식인이었다. 이들은 노래, 춤, 악기, 학문, 시, 서화(글과 그림)을 알고, 말씨나 행동이 고상하여야 했다. 장악원에 들어가서 몇년에 걸쳐 교육받고 훈련을 받아야 하였다. 교육은 일정 나이가 지나거나, 출산 등의 이유로 은퇴한 퇴기들이 주로 맡았다. 기생은 선배인 퇴기로부터 기본적인 춤과 노래, 시조 등을 배웠으며, 높은 관리를 대하는 예의도 배웠다.
보통 궁궐이나 관청에서 열리는 잔치에서 각종 춤과 노래를 담당하였고, 공식적인 업무 외에도 민간에서 벌이는 각종 풍류의 장에도 참여하였다. 기예가 뛰어난 여악은 세도가의 첩이 되기도 했지만 여성들만의 잔치인 내연 (內宴)에는 참여하였는데, 당시로서는 악, 가, 무의 능력이 누가 쉽게 대체할 수 없는 전문분야에 속했기 때문으로 풀이된다. 지방 관기들의 경우 궁중잔치 일정에 따라 뽑혀 서울로 올라갔다가 행사가 끝난 뒤에 내려왔다. 이때 대궐 안의 잔치에서 춤과 노래를 배워 돌아온 기생들은 지방 예술문화에까지 영향을 미치며 보급하는 역할을 하기도 했다.

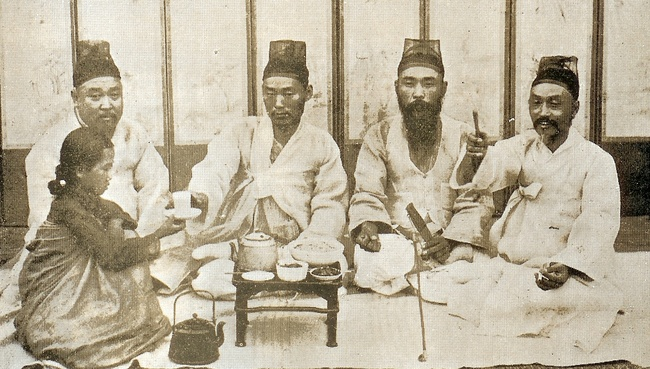
1910년대 무렵의 어느 작은 술집의 기생

조선 시대의 기생은 법적 신분으로는 양민이었지만(다만 관노로서 기생이 된 자는 천민이다), 직업의 특성상 생활은 중산층 이상의 생활수준을 향유했고, 사회적으로는 천민으로 대우받았다. 기생들은 천민이었지만, 상대하는 이의 격에 맞게 가무(歌舞), 시(詩), 서(書), 화(畵)의 재능과 지조(志操), 지략(智略), 의협(義俠)의 덕목을 두루 갖춘 교양인이었다.
또한 기생이 머무는 곳인 기방에는 원칙적으로 양반의 출입이 금지되어 있었다. 다만 풍류를 즐기기 위해 그들을 양반이 노는 곳에 불러올 수는 있었다. 그러나 일부 양반과 왕족들은 기생집에 자유자재로 출입했고, 조선 후기에는 중인과 평민 상인들도 기방에 출입하였다.
조선 말기에 기생은 일패, 이패, 삼패 세 부류로 나뉘었다. 일패 기생은 관에 소속된 관기로 양반기생이라고도 불리며, 조선말부터 생긴 옥당기생과 임금 앞에만 나가서 노래와 춤을 하는 기생으로 예의범절에 밝고 일부는 남편이 있는 기생으로 몸을 함부로 하지 않으려고 하였다. 송도의 황진이, 부안의 이매창은 일패 기생으로 주로 선비들과 학문과 시조를 나누고 교분을 쌓던 인텔리들이다. 이패 기생은 '은근짜(隱君子)'로 불렸는데 관아나 재상집에 출입했고 암암리에 몸을 파는 밀매음을 하기도 했었다. 삼패 기생은 몸을 파는 유녀(遊女)라고 할 수 있다.

### 개화기 및 일제 강점기

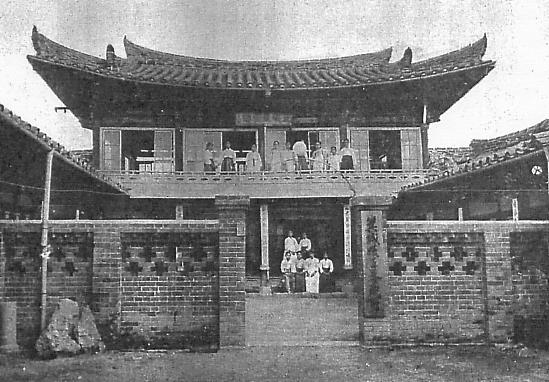
평양의 기생학교

관기 제도는 1894년 갑오개혁 당시 신분제 폐지로 함께 폐지되었지만, 기생들은 생계를 위해 지속적인 활동에 나섰다. 1908년 일제는 '기생단속령'과 '창기단속령'을 공포하며, 춤과 노래를 공연하는 '기생'과 성매매를 하는 '창기'로 구분지었다. 기생으로 영업하기 위해서는 경무청에 신고하여 허가증을 받아야 했으며, 경무청의 지시에 따라 조합을 설립해야 한다고 규정하였다.
이러한 배경 속에서 탄생한 기생조합은 유명 요릿집과 계약을 맺어 기생의 놀음을 중개하고 수수료를 받는 상업적 조직의 성격을 띠기 시작했다. 또 기생들은 기생조합의 중개로 도시 요리관과 같은 상업적 공간에서 영업을 하고 시간당 화대를 받는 형식으로 노동에 대한 물질적 보상을 받게 되었다. 경성에 생긴 최초의 기생조합은 1913년 지방 출신의 향기로 남편이 없는 기생을 모아 설립한 다동조합 (茶洞組合)과 경성 출신의 경기로 남편이 있는 기생을 모아 설립한 광교조합 (廣橋組合)이었다.
기생조합은 1915년부터 일본식 표현인 '권번' (券番)으로 이름이 바뀌었다. 다동조합은 '조선권번'으로, 광교조합은 '한성권번'으로 이름이 바뀌었으며, 낙원동에 종로권번이 신설되고 이 세 권번이 경쟁하면서 명창들을 배출하였다. 1942년에는 세 권번의 주주가 병합해 삼화권번을 발족하기에 이르렀다. 경성 외에도 광주, 남원, 달성, 경주, 개성, 함흥 등의 지방에서도 권번이 설립되었고, 특히 평양에 설립된 기성권번이 널리 알려졌다.
일제강점기 동안 일본인들은 '사라져가는 낭만의 나라 조선의 전통문화'로서 기생을 바라보았다. 많은 일본인들이 유명한 기생들의 화보집, 엽서를 발행하여 많은 수입을 올렸으며, 잡지에서 기생의 하루를 사진으로 찍어 팔기도 하였다.실례로 드라마 경성스캔들에서는 잡지사 사진 기자와 편집자가 잡지에 실을 기생 사진을 찍는 이야기가 나온다.
제 2차 세계대전 당시 민족말살정책으로 권번도 강압적으로 폐지되어 전통예악을 하는 기생제도는 점차 사라지고 성매매를 하는 유녀만 남게되었다.

### 현대
1945년 이후 지금까지 조선 시대의 '기생'은 거의 존재하지 않는다. 명기로 이름을 날렸던 몇 기생만이 해방 후 무형문화재로 지정되어 전통 예술을 계승하였다. 그러나, 기생학교와 권번제도를 통해 기생을 유지하던 일본 제국주의가 한반도에서 물러간 후 일부 요정(고급 음식점)에서 특권층을 상대로 기생과 비슷한 식의 성매매를 했었고, 1970년대 일본인들이 남한에 기생 관광을 하러 온 적도 있었다. 현재 성매매 산업의 대부분도 풍류 제공보다는 성매매 자체에 초점이 맞추어져 있으며, 이전 기생 제도와는 거리가 멀다.

## 예술

### 기생문학
황진이, 홍랑, 매창 등이 지었다는 시조가 현재까지 전해 내려오고 있다. 여성문학가들인 기녀들이 지은 시조들은 "동짓날, 기나긴 밤을 베어다가 이불에 넣고 임과 기나긴 사랑을 하고 싶어요.", "이화우 곧 배꽃이 비처럼 내리는 날에 헤어진 님이 낙엽이 지는 가을에도 나를 기억할 것인가?"(매창 시인의 시조), 헤어지는 님(최경창)에게 강인한 생명력을 가진 버드나무 한 가지를 꺽어주면서 사랑을 노래하는 시조(홍랑 시인의 시조)처럼 임을 향한 사랑을 노래한, 감성적이고 자유로운 문체와 내용이 특징이다. 판소리계 세태풍자소설 배비장전, 세태소설 이춘풍전에도 기녀인 애랑과 추월이 등장한다. 그 외에도 김홍도, 신윤복 등의 화가들이 기생을 대상으로 한 그림들을 그린 바 있다.

### 기생이 나오는 문학
- 조선의 소설 춘향전에서 주인공 춘향의 어머니 월매는 기생이다.
- 일제 강점기 때 기생이 등장하는 일본 소설이 많이 발표되었다.

### 춘화
춘화는 조선시대 후기 유행했던 민속화의 일종으로, 남녀간의 정사를 가감없이 표현하고 있다. 춘화에 등장하는 여성의 대부분이 기생으로 춘화를 통해 당시 기생들의 생활상을 알 수 있다.
조선 시대의 유명한 화가인 신윤복과 김홍도도 기생과 관련된 그림을 많이 그렸으며, 이들이 그린 춘화도 지금까지 전해 내려오고 있다. 어린 기생은 춘화를 보며 성교육을 받았다고 한다.

### 기생화보, 기생엽서
일제 강점기 시절 일본인들은 당시 서울과 평양 등에서 인기가 높았던 기생들의 화보집과 엽서를 만들어 판매했다.
화보와 엽서에 등장하는 기생들은 하나같이 조선의 전통 복장을 입은 소녀의 모습으로 나오는데, 기생 연구가 가와무라 미나토는 이것을 도상학적으로 분석해 볼 때, 점령국 남성이 식민지 여성을 도구화하는 전형적인 제국주의적 시선을 따르고 있다고 하였다.

## 사진 자료

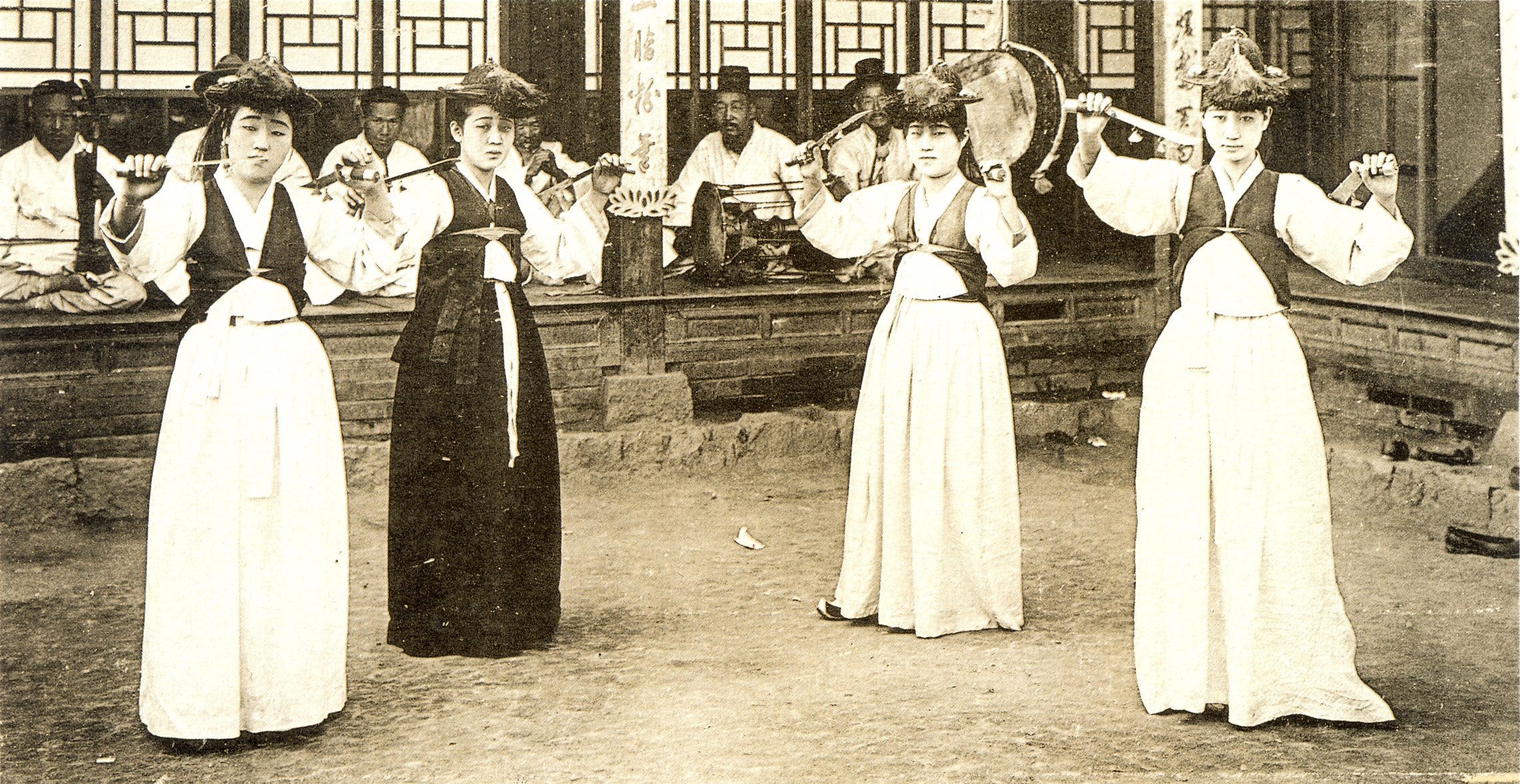
검무를 추는 기생
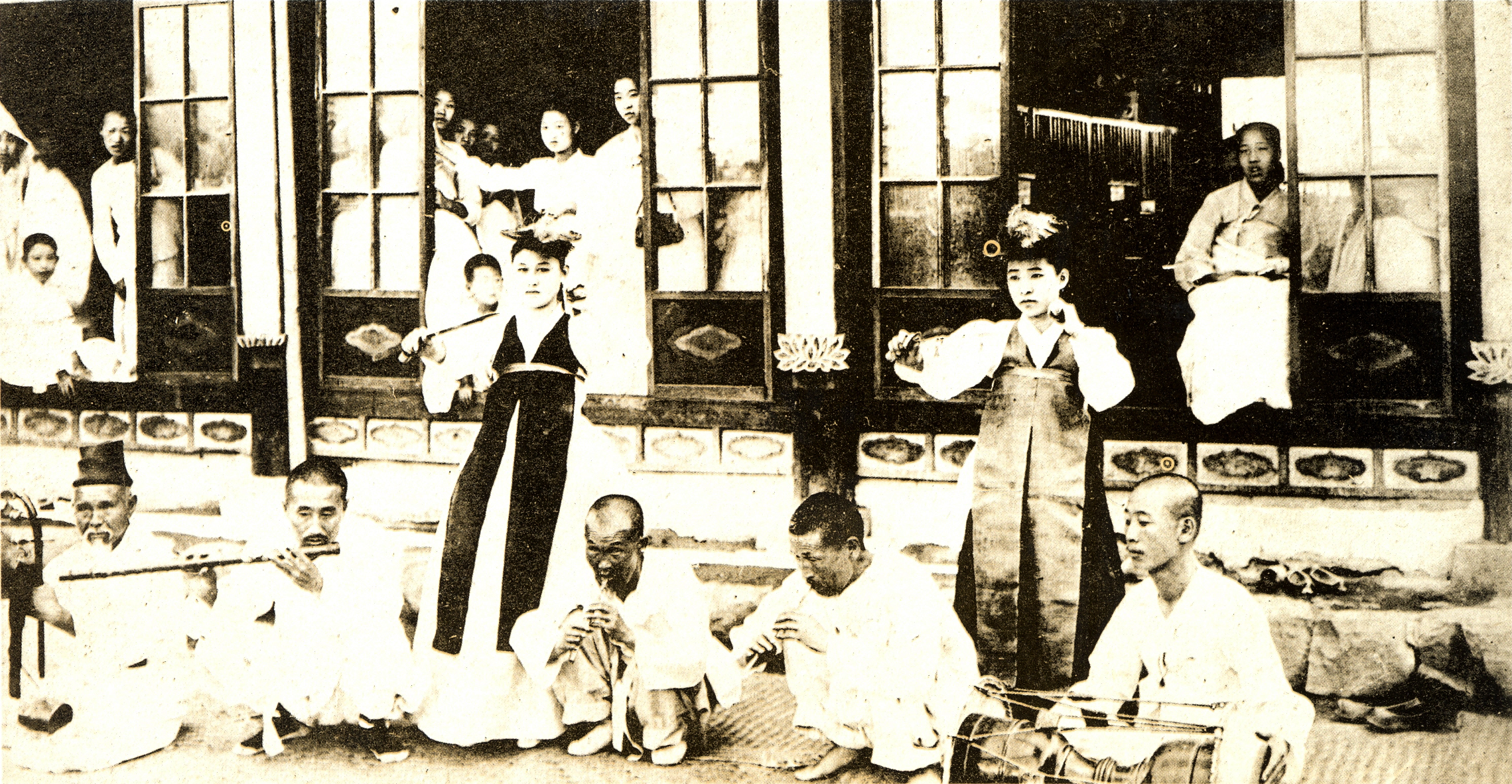
검무를 추는 기생
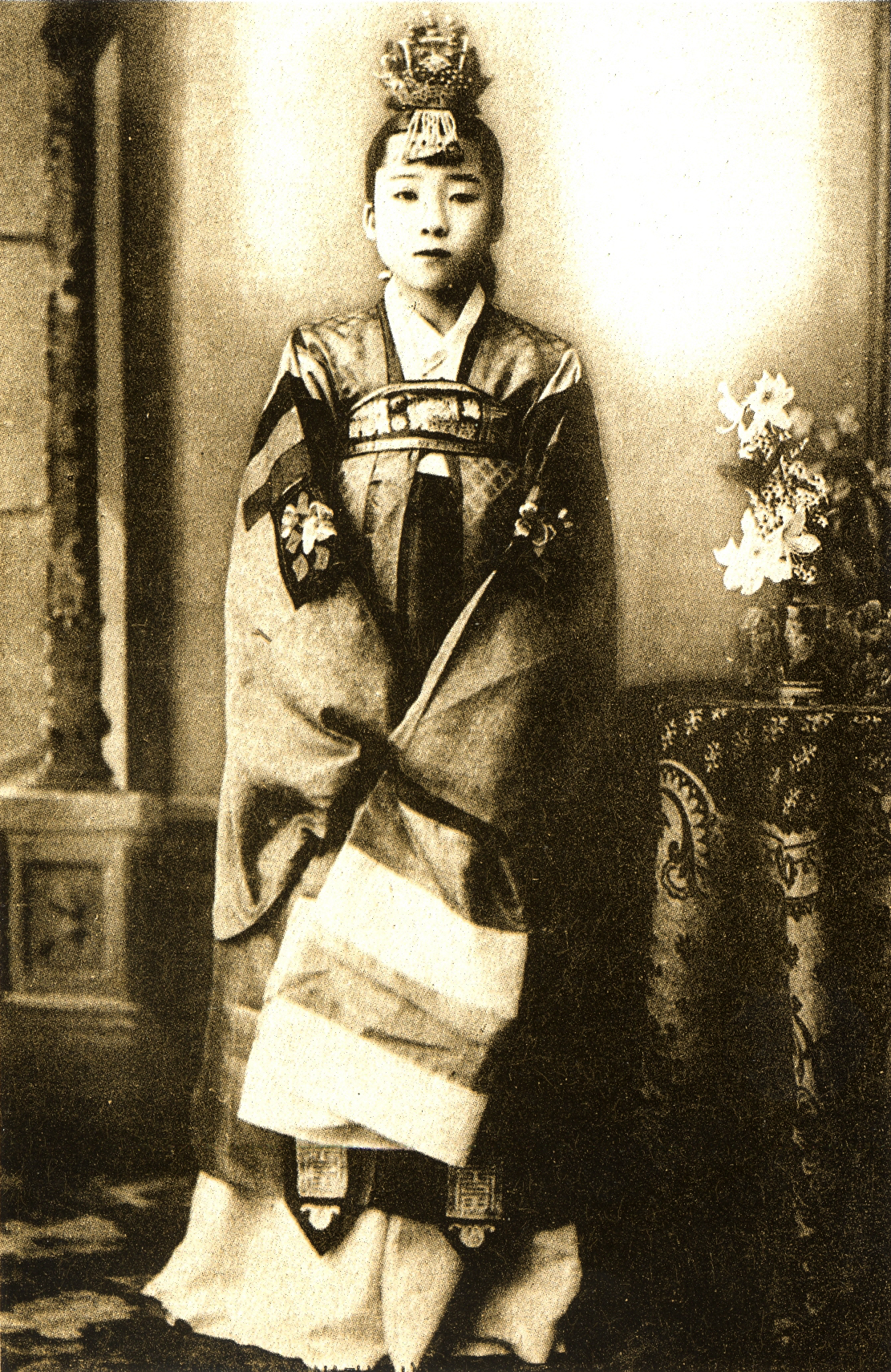
평양 기생
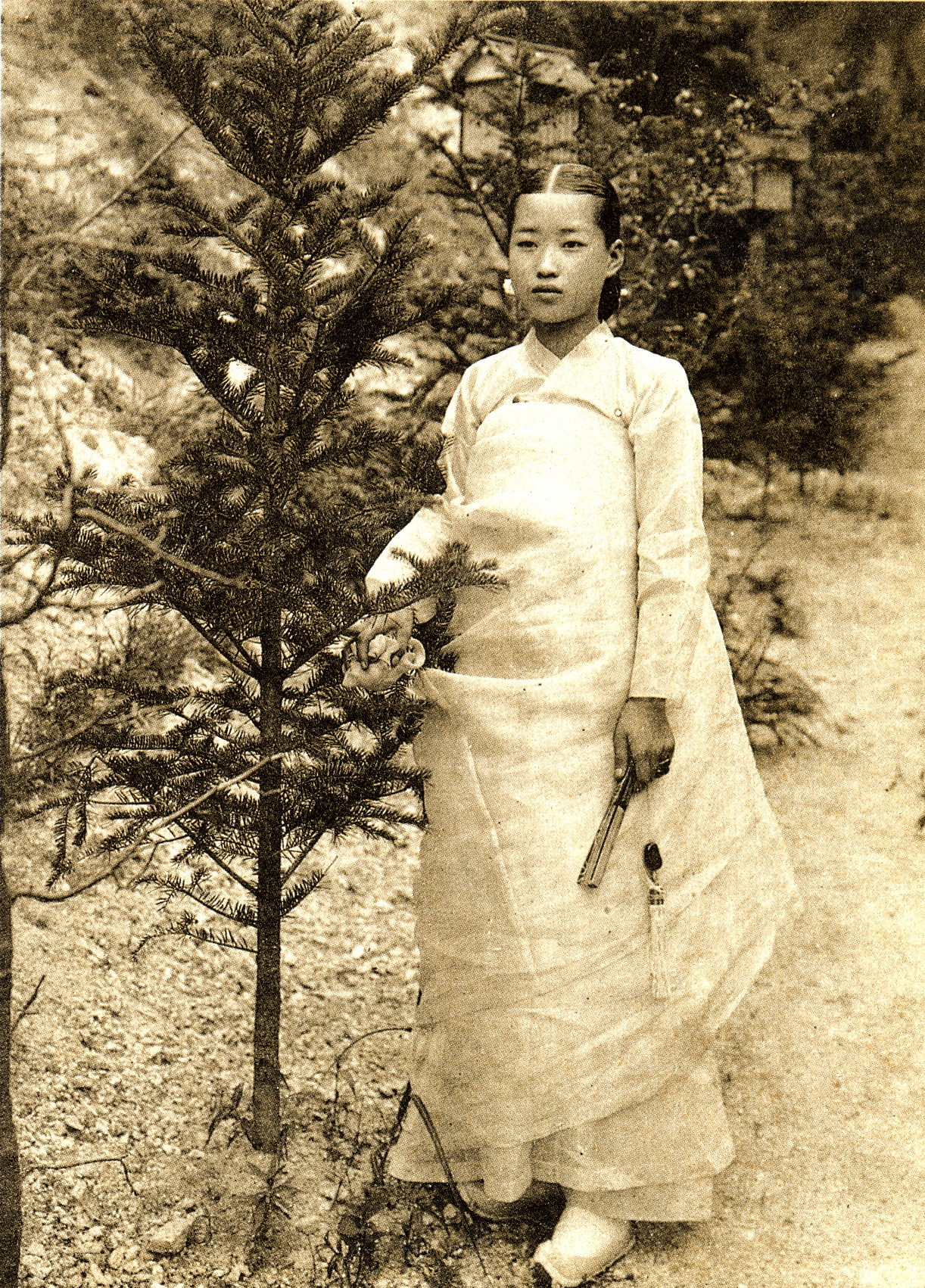
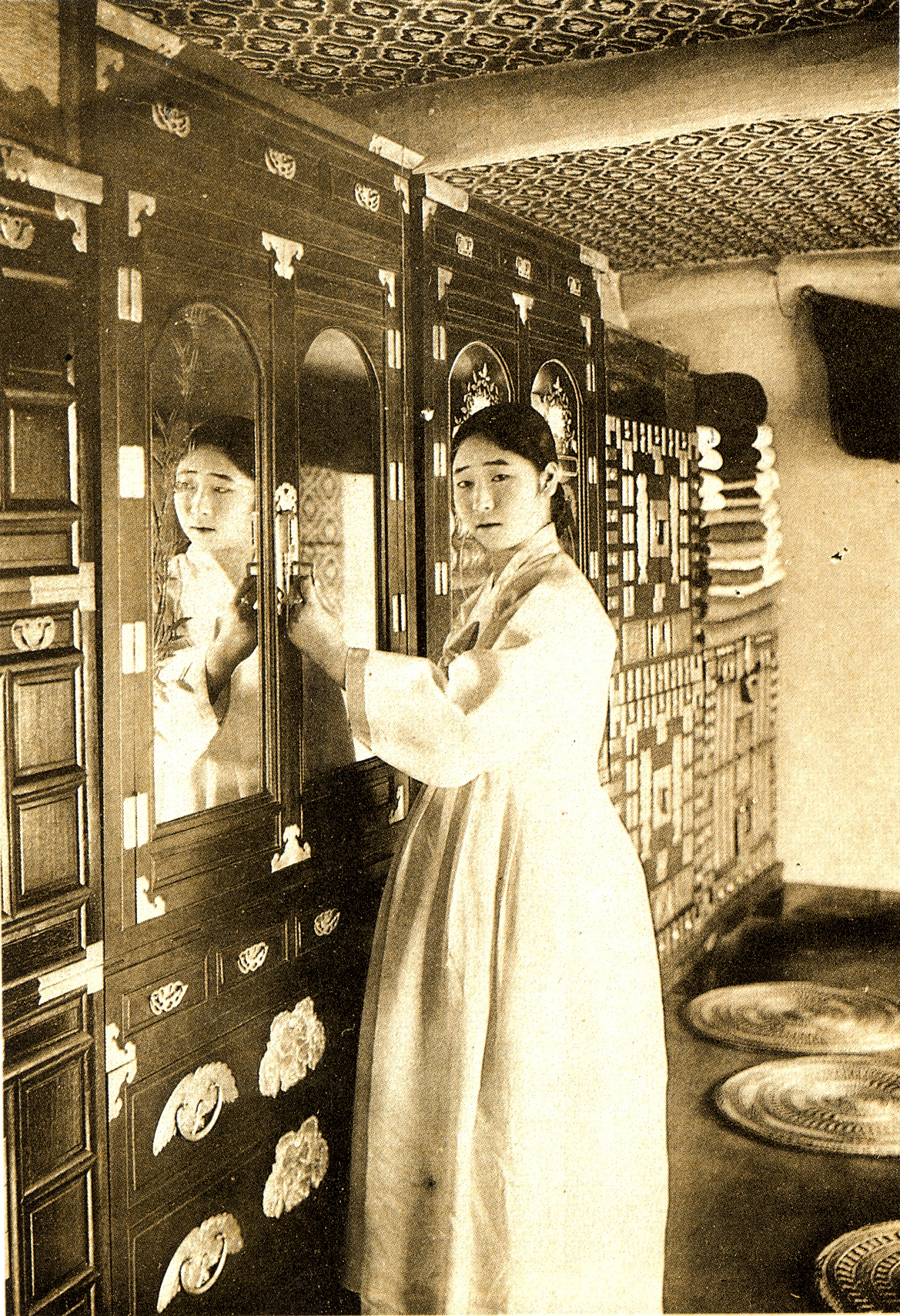
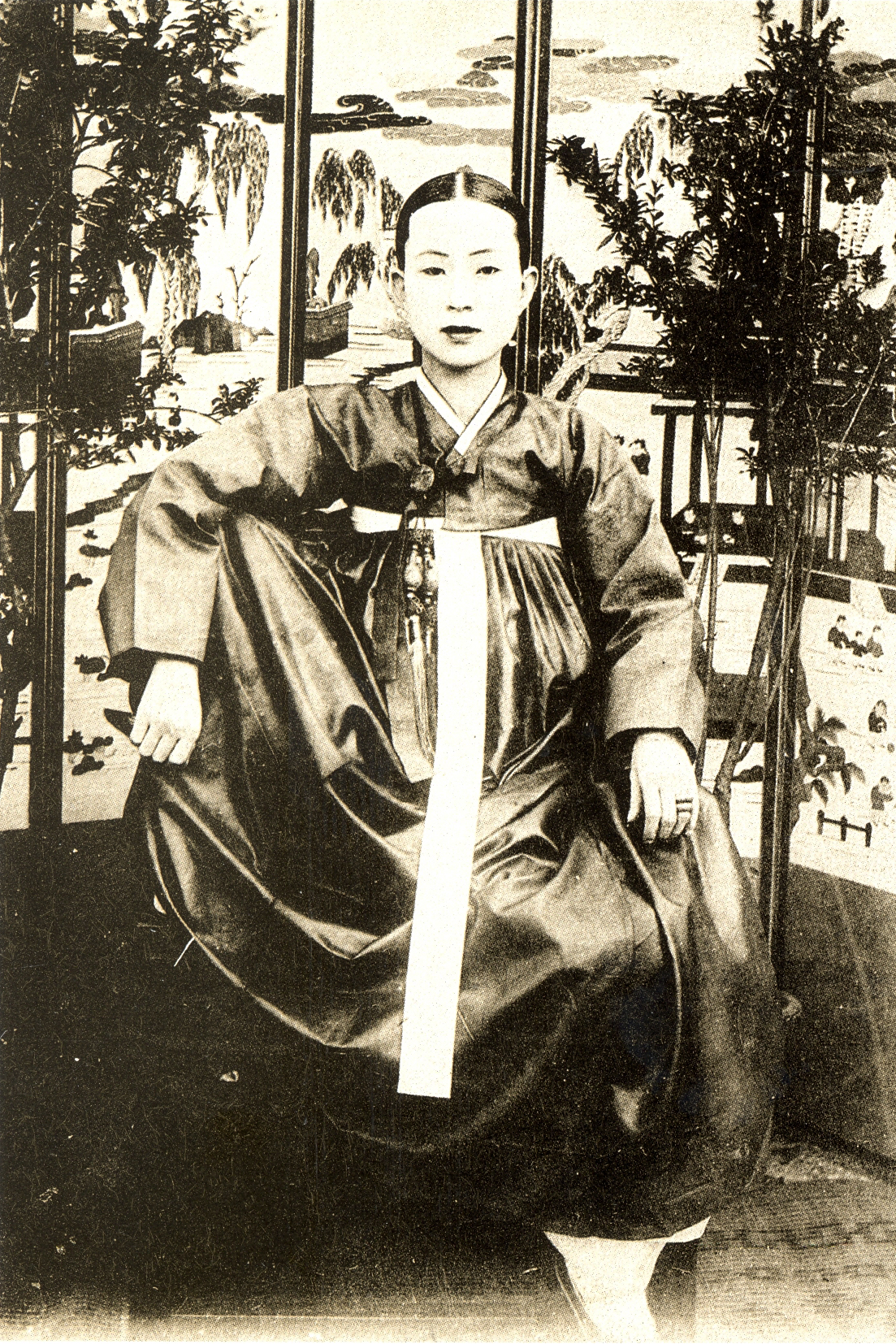
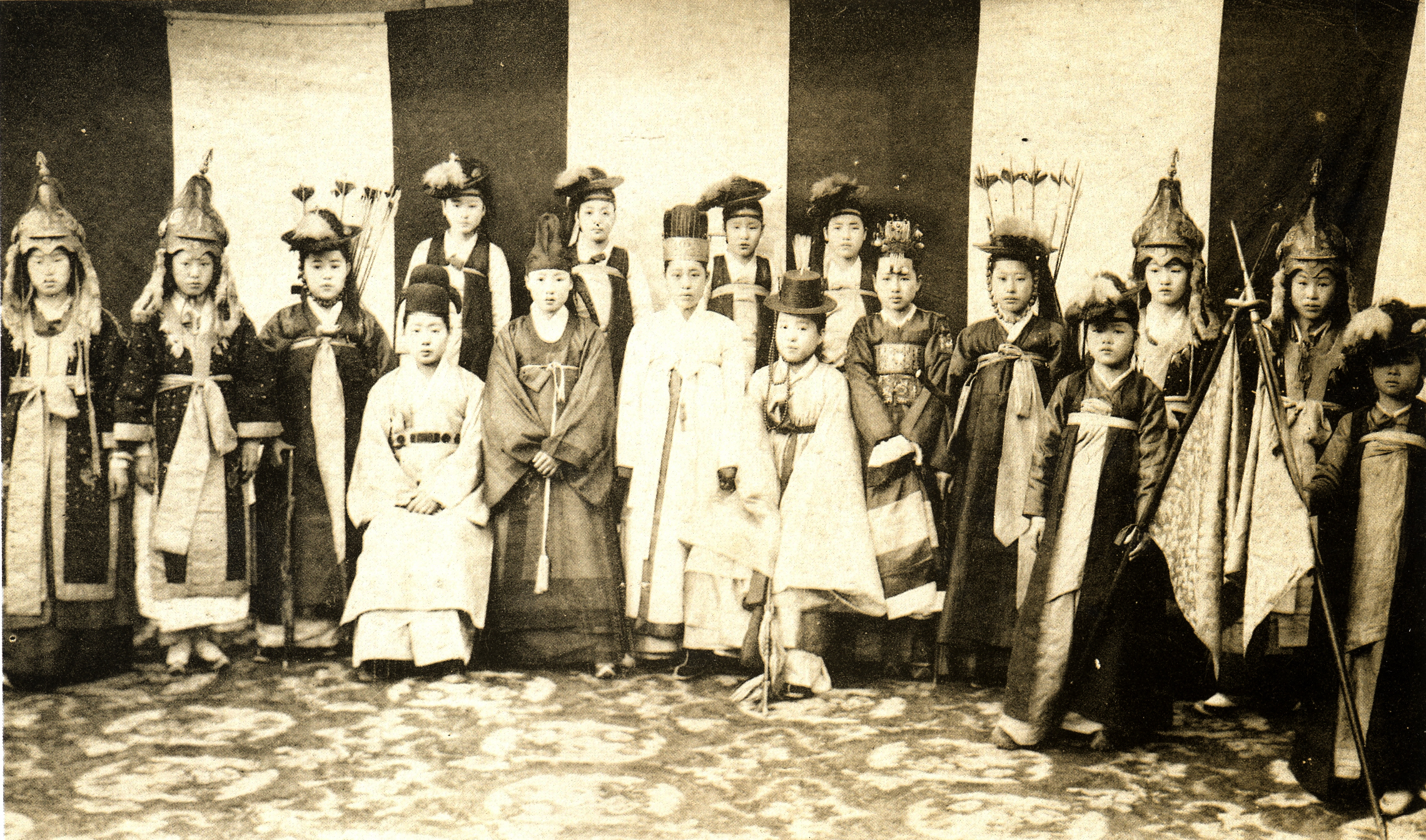
공연 의상을 입고 있는 기생들
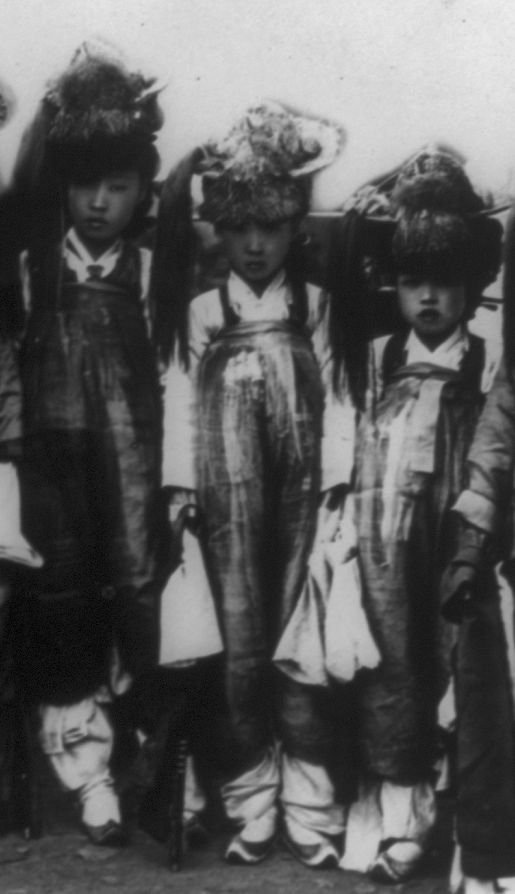
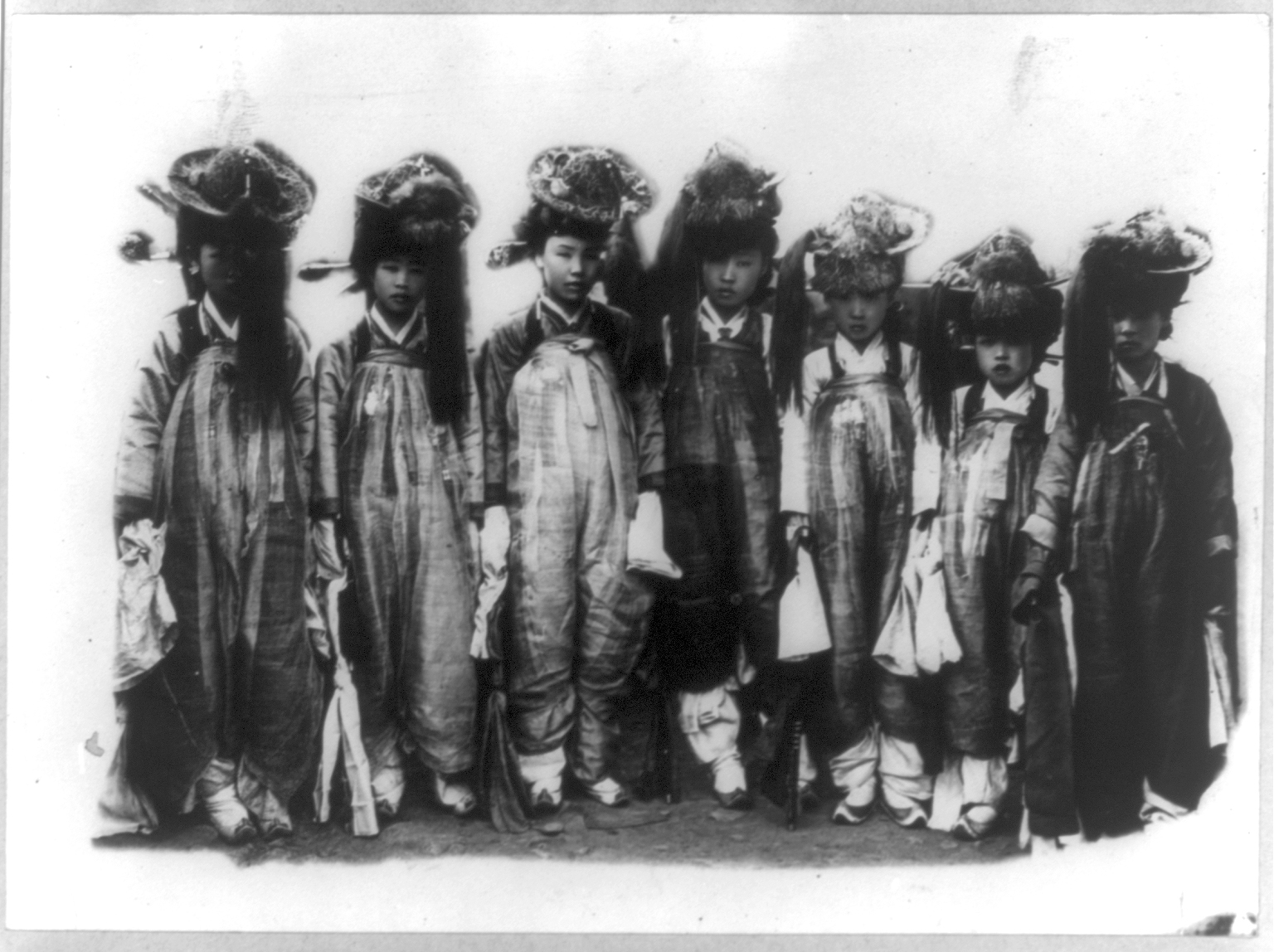
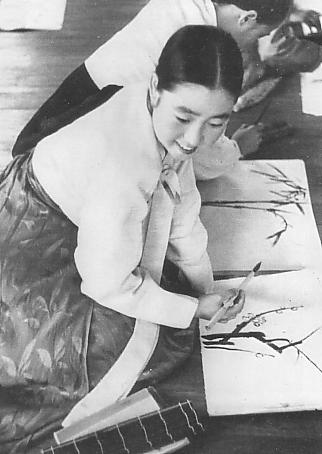
그림을 그리는 기생
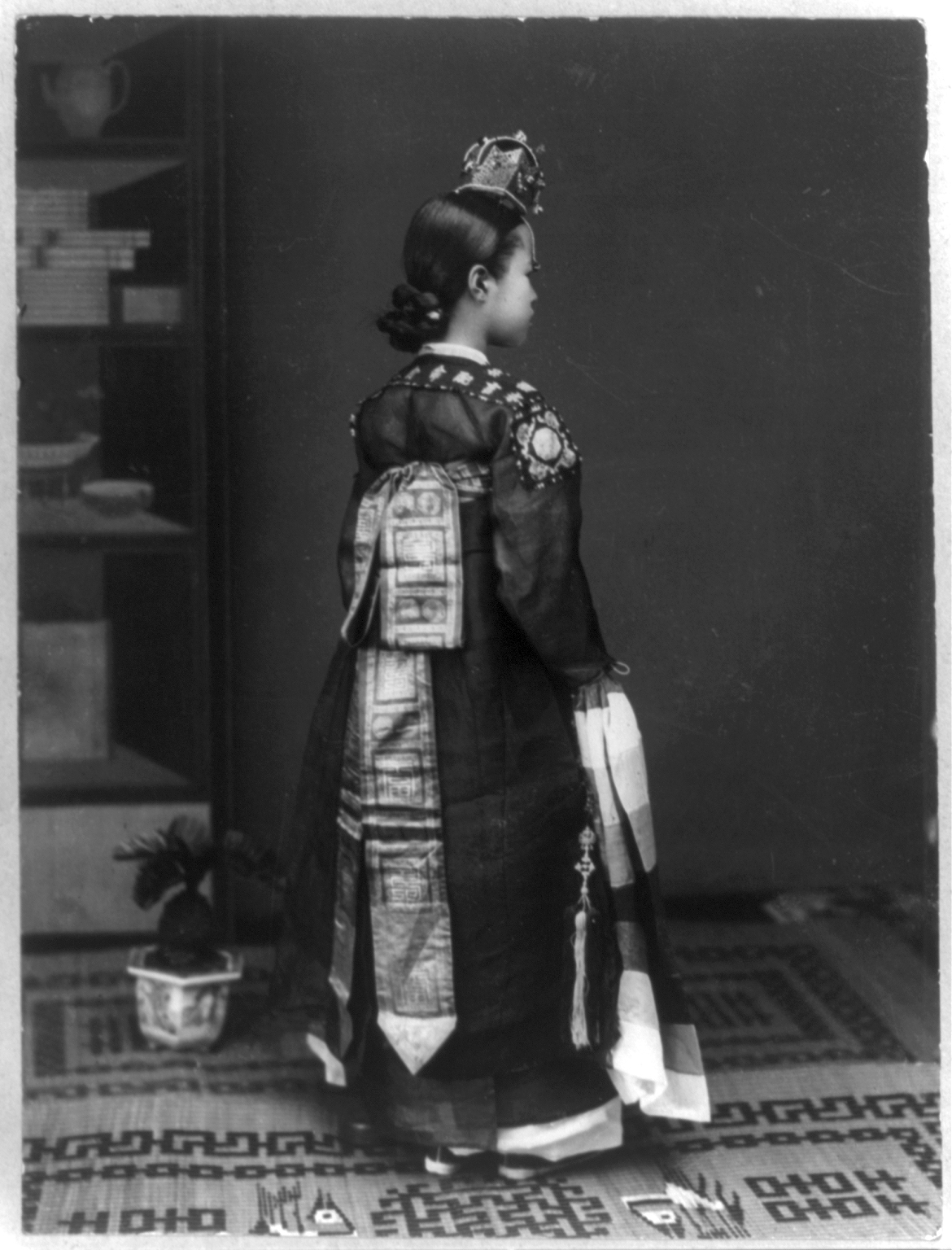
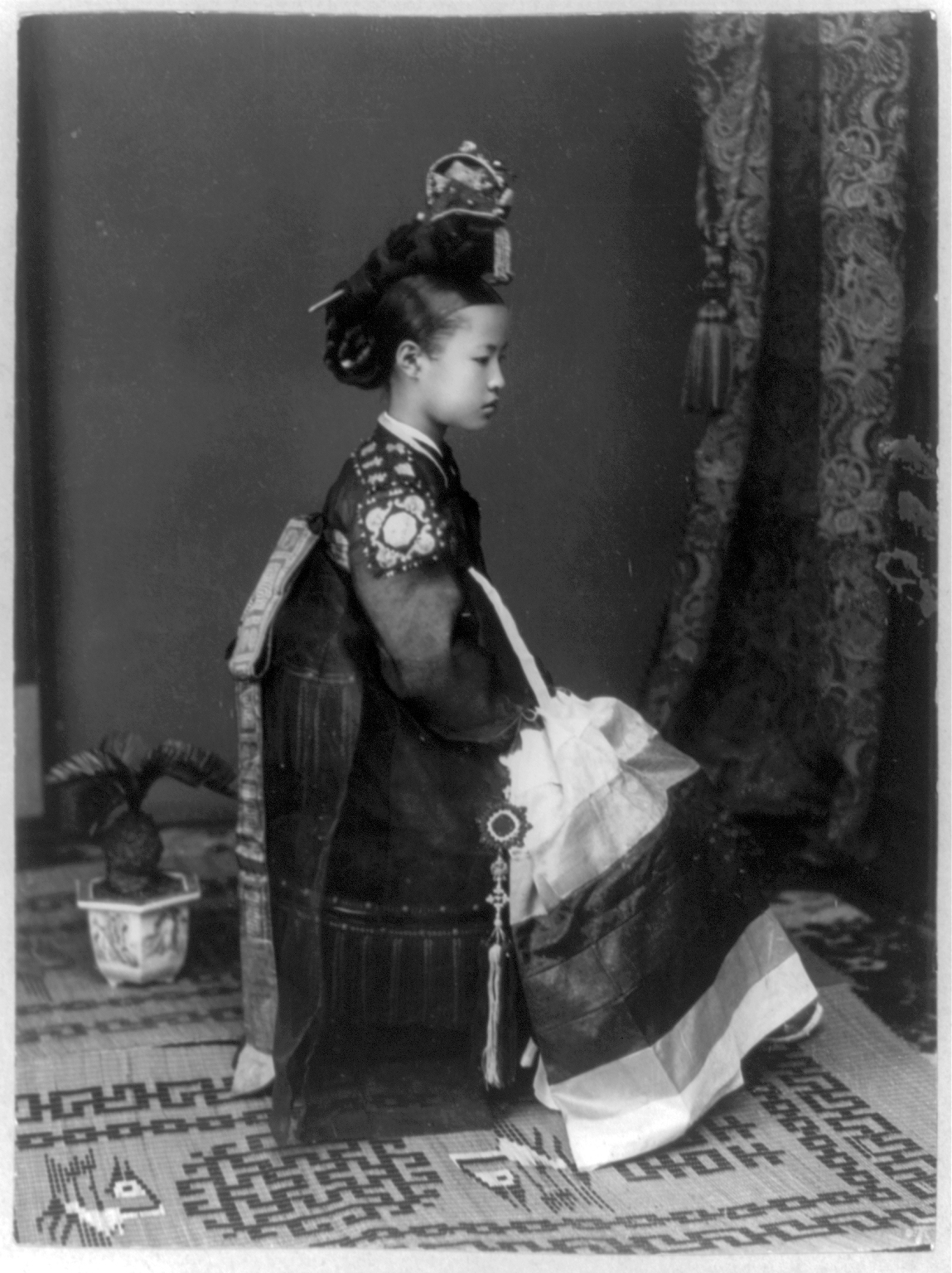
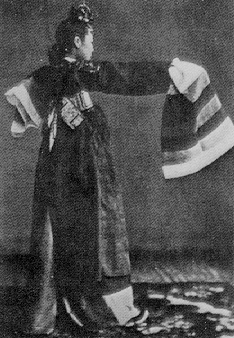
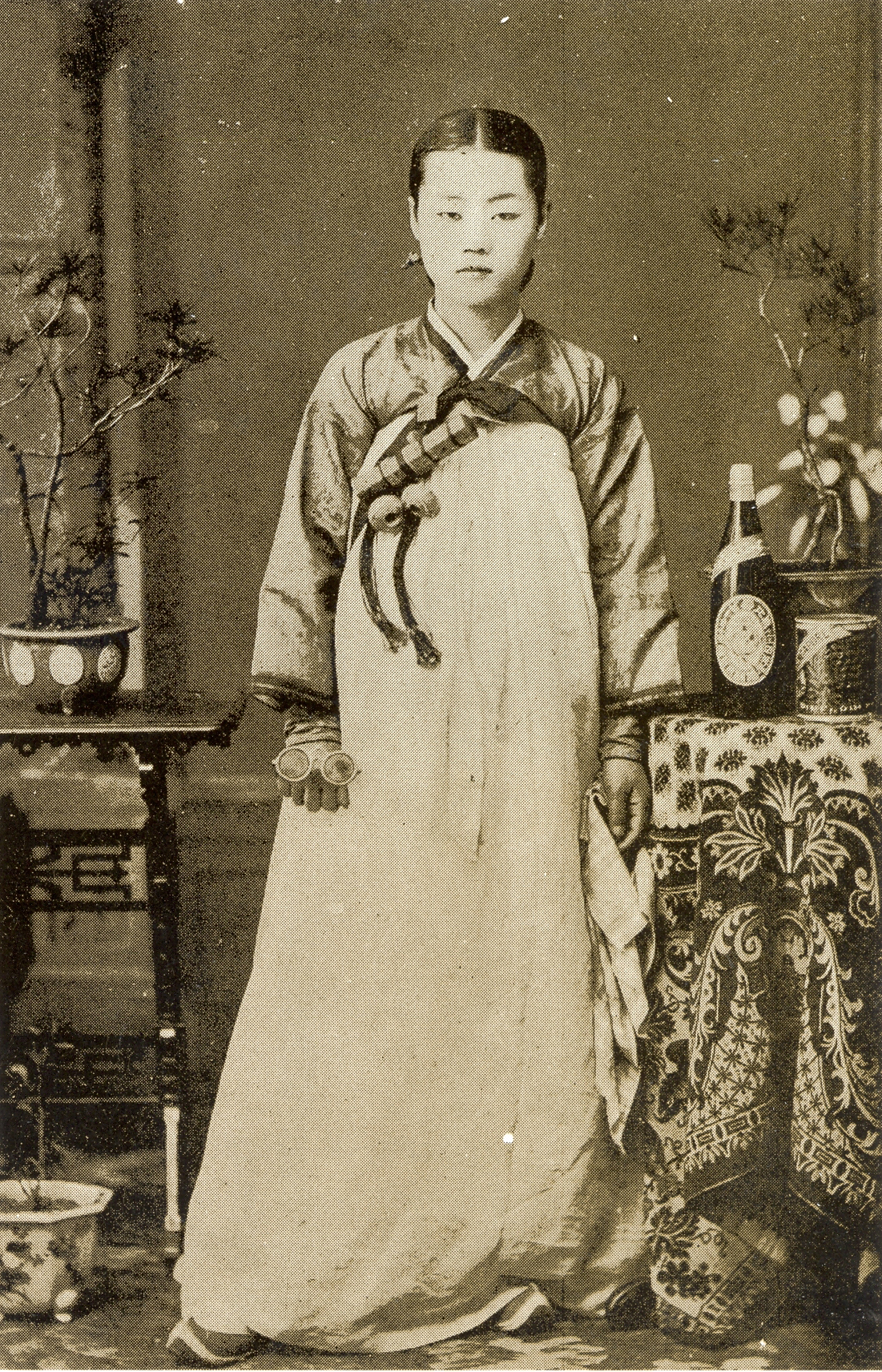
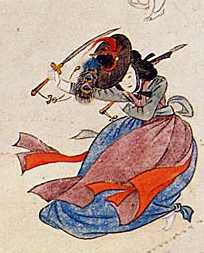
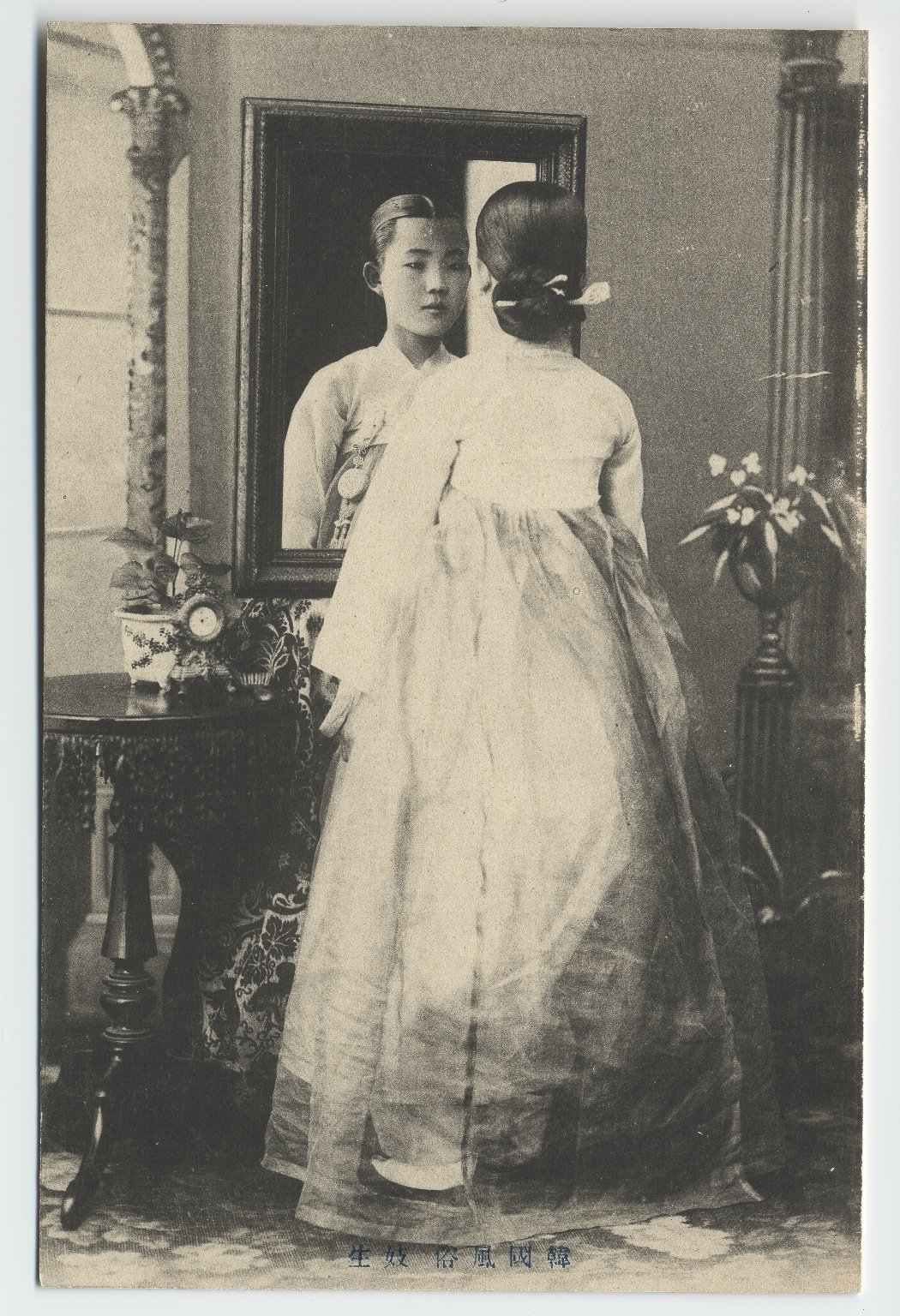

## 참고 문헌
- 가와무라 미나토, 《말하는 꽃, 기생》, 2002

## 같이 보기
- 황진이 (2006년작 드라마)
- 신기생뎐 (2011년작 드라마, 현대식 배경)